# Michael Egan (chính khách Úc)
Michael Rueben Egan AO (21 tháng 2 năm 1948  –  31 tháng 1 năm 2024), một cựu quan chức công đoàn và cựu chính khách Úc, từng làm Thủ quỹ của New South Wales từ năm 1995 đến 2005. Egan hiện là Thủ tướng của Đại học Macquarie và là thành viên của một số ban cố vấn của chính phủ và phi chính phủ.

## Tuổi thơ
Là người gốc Sydney, Egan được giáo dục ở vùng ngoại ô Sydney thuộc Đại học Công giáo St Patrick và lấy bằng Cử nhân Nghệ thuật tại Đại học Sydney. Ông làm việc trong Liên minh Nhân viên Ngành Công nghiệp Thịt Úc với tư cách là Cán bộ nghiên cứu liên bang (1969 – 1973) và là Cố vấn cho Hon Les Johnson với tư cách là Bộ trưởng Bộ Nhà ở và Xây dựng Liên bang và Bộ trưởng Bộ Ngoại giao Liên bang (1973 – 1975).
Egan từng là một Cán bộ của Ủy ban Kiểm soát Ô nhiễm Tiểu bang NSW (1976 – 1978). Sau đó, ông được tuyển dụng làm Cố vấn chính sách cao cấp cho Barrie Unsworth, ban đầu khi sau này là Bộ trưởng Bộ Giao thông vận tải và Bộ trưởng Bộ Y tế, và sau đó khi Unsworth là Thủ tướng của NSW (1984 – 1986).